# Gemini (protocol)
Gemini is een netwerkprotocol voor het zoeken en ophalen van documenten. Het is ontworpen voor het internet en vergelijkbaar met HTTP en Gopher. Het werd geïntroduceerd in juni 2019 als een moderne alternatieve aanpak voor het delen van documenten op het internet.
Het protocol verplicht het gebruik van TLS als encryptielaag. Dit is vergelijkbaar met wat HTTPS doet, daar wordt het HTTP-verkeer ook voorzien van TLS-encryptie. De hypertext die dit protocol uitwisselt heet "gemtext", wat een simpeler format is dan HTML. Zo zijn hyperlinks enkel op nieuwe regels te plaatsen, en niet midden in bestaande tekst te vinden. De reden hiervoor is dat deze links hierdoor makkelijker terug te vinden zijn.
Het protocol is, net zoals het Gopher-protocol, niet bedoeld om de andere protocollen te vervangen maar juist een aanvulling te zijn. De visie is dat de verschillende protocollen op het internet naast elkaar bestaan. Standaard draait een Gemini-server op TCP-poort 1965. Inmiddels is er een brede verzameling aan software geschreven voor het protocol, bestaande uit clients, servers, browserplug-ins en verdere ondersteuningssoftware voor het gebruik van het protocol.

## Geschiedenis
Het protocol heeft in gebruik en ontwerp veel weg van het Gopher-protocol. Het kwam ook voort uit een blog op de zogenoemde "gopherspace"; het deel van het internet dat via het Gopher-protocol met elkaar communiceert. Er was een langzame groei in het gebruik van het protocol, tot begin 2020. Op 1 mei 2020 kreeg het project plotseling veel meer bekijks, nadat er op Hacker News met veel enthousiasme over het project gesproken werd.
Daarna bleef de "geminispace" gestaagd doorgroeien, ondanks dat er ook oude gebruikers stopten door plotselinge instroom van de vele nieuwe gebruikers die uiteenlopende visies hadden.

### Breder publiek
Op 25 juli 2022 gaf James Tomasino een presentatie op het evenement "May contain Hackers", dat werd georganiseerd door de Chaos Computer Club in Zeewolde. Daar werd aandacht besteed aan hoe de protocollen Gopher en Gemini ingezet werden om een beter internet te maken. Dit wordt het "klein internet" (in het Engels "Small Internet") genoemd; een plek op het internet zonder tracking, zonder commercieel belang en met controle over de data.
Deze beweging voor een klein internet, of breder een internet met publieke waarden, wordt gedragen door activisten en ondernemers. In Nederland is een van de bekendste voorstanders de internetpionier Marleen Stikker. Voor dit thema heeft zij het boek Het internet is stuk - Maar we kunnen het repareren (ISBN 9789044542677) geschreven.